# 山本夢
山本 夢（やまもと ゆめ、1987年9月3日 - ）は、日本のタレント、女優。所属事務所はユニオンエンタテインメント。

## 来歴
2007年4月よりmihimaruGT ベストヒット歌謡祭や、 ウルフルズバックダンサー、世界陸上などのオープニングダンサーとして出演。その後、2008年3月よりC-ZONEとして活動。
2011年より、所属事務所非公認で「Verge」として活動を開始。2012年3月C-ZONEの解散とともに 2012年4月より事務所公認で「Verge」としてのユニット活動に専念。2013年2月8日には、シングル『誓 - pledge -』でCDデビューを果たす。
2014年2月7日には、1stアルバム『鏡花水月』をリリースし、同年2月24日には、浅草KURAWOODにて初のワンマンライブが行われたが、同年8月3日にて公式ブログで、活動休止が発表された。
以降、鳳神ヤツルギのキャサリン役としての出演や、ヒーローショーでスーツアクターとしての出演の他、舞台女優として活動をしている。

## 出演

### テレビドラマ
- 鳳神ヤツルギ 5（2015年、チバテレビ）- キャサリン 役
  - スパークルZ（2016年、チバテレビ）- キャサリン 役
- 房州電撃ライデンマル（2017年、チバテレビ）- アオミラ 役
- 課長バカ一代（2020年、BS12） - お掃除ロボットボブの声
- 2020年 テレビ朝日開局60周年記念ドラマスペシャル逃亡者（2020年12月5日、テレビ朝日） - 女テロリスト役 [1]
- 海洋戦士シーセーバー（2023年、テレビ神奈川）　 - ヴィーナ 役
- ウイングマン（2024年、テレビ東京） - アオイ（スタントダブル）

### バラエティ他
- 「乙女♡グッジョブ!」（2011年4月 - 6月、チバテレビ）レギュラー出演
- 「有限会社女神屋」（2011年1月 - 3月、チバテレビ）レギュラー出演
- 「女神のやる気」（2010年4月 - 9月、チバテレビ）コーナーレギュラー出演
- 「C-Z ON.TV」（2010年1月、MUSIC ON! TV）マンスリーレギュラー出演
- 「エムエム(MUSIC MACHINE)」（2009年12月、MUSIC ON! TV）ゲスト出演
- 「Rising Reysol」（2009年4月 - 9月、チバテレビ）レギュラー出演

### ネットムービー
- ヨドンナ（2021年） - メイド 役
- ツーカイザー×ゴーカイジャー ～ジューンブライドはたぬき味～（2022年） - 海賊女性 役

### ラジオ
- 「Magical snow land」（2009年）レギュラー出演
- 「C-ZONE Season!」（2009年）レギュラー出演
- 「C-ZONEのドリーム☆キッス」（2009年）レギュラー出演
- 「C-ZONE☆BABY」（2009年）レギュラー出演

### 舞台
- 舞台「無限の住人 完結編（原作：沙村広明、脚本：島田朋尚・関智一）」 - たんぽぽ 役 出演（2018年）
- 舞台「キャプテンハーロック～次元航海～（原作：松本零士、脚本・演出：原田光規）」 - 有紀螢 役 出演（2016年）
- 獏天再演ダブルヘッダー
  - 「グレイな世代　黒とシロ」（2015年）
  - 「IN　廣島　紐育へ原爆を落とす日」（2015年）
- 下北沢GEKI地下リバティ「愛を語る資格」（2014年）
- 舞台「ギャル内閣」（2012年）エンタメ大臣役出演

### 映画
- 「ガールズファイト」（2013年）今村涼役

### オリジナルビデオ
特記の無いものは全てZENピクチャーズから発売。
- 忍者特捜ジャスティーウィンド　追跡！5人の女ヴィランズ　前編（2016年） - 翌2017年に後編と合わせてチバテレビで放送。
- 忍者特捜ジャスティーウィンド　追跡！5人の女ヴィランズ　後編（2016年）
- スーパーヒロインレンジャーズ 追いつめられた4人の戦隊ヒロイン  前編（2024年）
- スーパーヒロインレンジャーズ 追いつめられた4人の戦隊ヒロイン  後編（2024年）